# Évangiles de Goslar
Les Évangiles de Goslar, appelés aussi Évangiles d'Henri III ou Codex Caesareus Upsaliensis est un manuscrit enluminé contenant les évangiles, réalisé à l'abbaye d'Echternach vers 1050 sur commande de Henri III du Saint-Empire à destination de la cathédrale de Goslar en Allemagne. Il est actuellement conservé à la Bibliothèque de l'université d'Uppsala (C 93).

## Histoire
Le manuscrit provient du scriptorium de l'abbaye d'Echternach, dans l'actuel Luxembourg, où de plusieurs manuscrits prestigieux ont été réalisés à la même époque comme le Codex Aureus d'Echternach ou le Codex Aureus de l'Escurial. En 1051, la nouvelle cathédrale de Goslar (de) est consacrée, sur ordre de l'empereur Henri III du Saint-Empire, à proximité immédiate de son palais. C'est sans doute à cette occasion et avant la mort de l'empereur en 1056, qu'est réalisé le présent manuscrit. Il comporte une miniature qui représente Henri III donnant l'ouvrage à Simon le Zélote et Jude (apôtre), les deux saints patrons de l'édifice (f.4r.). La miniature sur l'autre page représente le même empereur avec sa femme Agnès de Poitiers bénis par un Christ en gloire (f.3v).  
Le manuscrit reste conservé à Goslar, même après la conversion de la ville puis de la cathédrale au protestantisme. Au cours de la guerre de Trente Ans, le manuscrit disparait, alors que la ville est sous le contrôle des troupes suédoises vers 1632-1634. Jusqu'à cette date, il conserve sa reliure originale, avec des plats de couverture décorés d'or et de pierres précieuses. Il pourrait avoir servi de butin de guerre aux soldats présents sur place. Il pourrait avoir transité par la Russie : il contient ce qui ressemble à un caractère cyrillique au folio 1 recto.
On ne retrouve la trace du manuscrit que plus d'un siècle plus tard, vers 1740 : il appartient alors au fonctionnaire suédois et bibliophile Gustaf Celsing (sv). Il a combattu auprès de Charles XII pendant la Grande guerre du Nord et collabore plus tard avec l'empire ottoman. Ses dettes l'obligent à céder une grande partie de ses collections mais il conserve ce manuscrit. Il est légué à sa mort à l'un de ses fils, Gustaf ou Ulrik. Tous deux deviennent ambassadeurs de Suède à Istanbul. Sans enfant, ils lèguent tous deux en 1805 leur collection de manuscrits orientaux à la Bibliothèque de l'université d'Uppsala et dans cette collection, se trouve l'évangéliaire germanique. Il est présenté au sein de l'exposition permanente de la bibliothèque, dans son bâtiment principal, la Carolina Rediviva (en).

## Description

### Le texte
Le manuscrit contient les évangiles selon le texte de la Vulgate, précédé des préfaces de saint Jérôme. Le manuscrit s'achève par des péricopes à l'usage de la cathédrale de Goslar, ainsi que la liste des fêtes religieuses, même si ces dernières ne sont pas toutes conformes à celle ayant cours à Goslar. Le texte des évangiles est plus précisément la copie d'une bible d'Alcuin conservée alors à l'abbaye d'Echternach (actuellement BNF lat.8847), mais le texte diffère progressivement vers la fin pour se rapprocher de la version d'un livre des évangiles provenant de l'école de la cour de Charlemagne conservé lui aussi à l'abbaye (BNF Lat.10437).
L'écriture est une minuscule caroline entièrement de la main d'un même copiste. Elle rappelle l'écriture utilisée dans l'évangéliaire de la Sainte-Chapelle à la fin du Xe siècle à Trèves. Il s'agit du même copiste qui a écrit un peu plus de la moitié du Codex Aureus d'Echternach et du Codex Aureus de l'Escurial. Alors que ces deux manuscrits étaient entièrement écrits à l'encre d'or, il ne l'utilise ici que pour les lettrines et certaines décorations du texte. Aucun des autres manuscrits d'Echternach dans lesquels on retrouve la main de ce copiste ne mentionne son nom dans un colophon. 

### Décorations

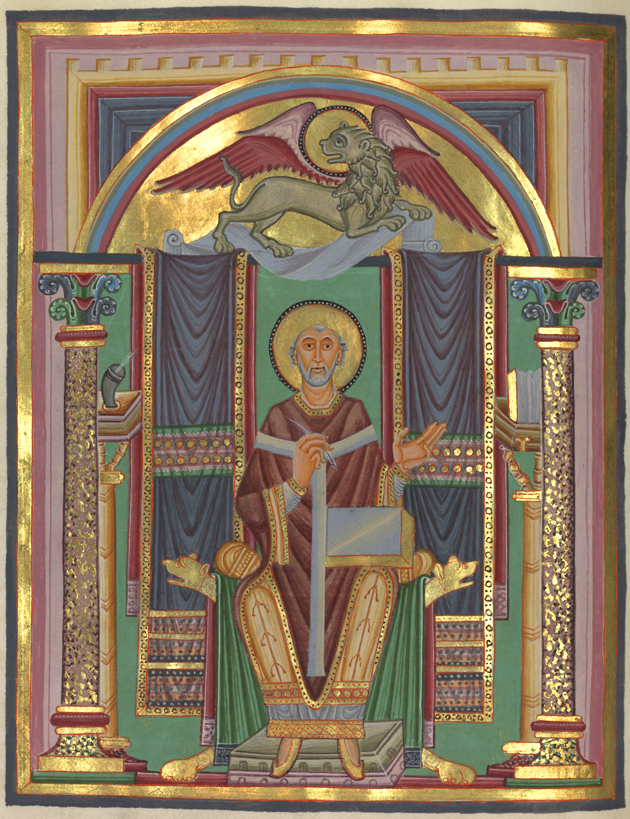
Portrait de saint Marc, f.57v.

Outre l'écriture, l'enluminure du livre commence dans les douze pages de canons de concordances écrites en lettres d'or et décorées de motifs architecturaux et de médaillons représentant les évangélistes. Suivent les évangiles, qui sont tous précédés d'un portrait de l'évangéliste en pleine page, représentés assis dans un décor architectural d'or et de pourpre, tenant une plume à la main. Les débuts de chapitre sont marqués par de grandes lettrines faites d'or, de vert, et de pourpre. 
Toutes les décorations du manuscrits montrent que cet ouvrage a été réalisé au début du déclin du scriptorium d'Echternach, alors que le Codex Aureus de l'Escurial en constitue l'apogée. Les tables de concordances montrent en effet les premiers signes de simplification et de raidissement. Enfin, Carl Nordenfalk est parvenu à distinguer deux artistes principaux, sans doute des laïcs, dans les miniatures du manuscrit. Il désigne le premier sous le nom de Maître de l'Atelier, d'après une miniature tirée d'un lectionnaire d'Echternach aujourd'hui conservé à Brême, et l'auteur de la plupart des codex aureus et de la miniature de saint Matthieu dans le présent manuscrit. Il désigne le second comme Maître des Mutins, d'après une miniature d'un lectionnaire aujourd'hui conservé à Bruxelles, dont les personnages ont des gestuelles plus raides et aux visages plus expressifs. Il a aussi participé aux deux codex aureus et qui est le principal auteur des miniatures des miniatures des évangiles de Goslar. 